# David Haye
David Deron Haye (* 13. Oktober 1980 in London) ist ein ehemaliger britischer Profiboxer. In seiner Karriere wurde er Weltmeister der WBA im Schwergewicht sowie Cruisergewichtsweltmeister der Verbände WBA, WBC und WBO.

## Leben
David Haye wuchs in London auf. Er hat zwei Geschwister. Sein Vater ist Jamaikaner, seine Mutter Engländerin. Haye ist verheiratet und hat einen Sohn.

## Amateurkarriere
David Haye bestritt als Amateur über 90 Kämpfe, von denen er über 80 gewann, mehr als 40 davon vorzeitig. Seit seinem 16. Lebensjahr wird er von Adam Booth trainiert.
Beim jährlichen Multi Nations Tournament in Liverpool wurde er 1998 Zweiter und 1999 Erster im Halbschwergewicht. Haye nahm zudem 1999 an den Weltmeisterschaften in Houston teil, kam dort allerdings in der Halbschwergewichtsklasse nicht über die zweite Runde hinaus, er scheiterte am späteren Sieger, dem US-Amerikaner Michael Simms.
Beim Chemiepokal 2000 unterlag er im Halbschwergewicht Giacobbe Fragomeni, der bis ins Halbfinale kam, nach Punkten. Beim Feliks Stamm Tournament 2000 in Warschau verlor er im Schwergewicht gegen den späteren Sieger Andreas Gustavsson aus Schweden.
Beim internationalen Kopenhagen-Cup 2000 gewann er die Goldmedaille im Schwergewicht. Erfolgreich verlief für ihn auch die Weltmeisterschaft 2001 in Belfast. Dort besiegte er im Schwergewicht unter anderem Sebastian Köber und erreichte das Finale, verlor dort jedoch vorzeitig gegen den Kubaner Odlanier Solís.
Bei der internationalen Trofeo Italia gewann er die Goldmedaille im Schwergewicht. Dabei besiegte er im Finale Jaroslavas Jakšto.

## Profikarriere (2002–2012, 2016–2018, 2021)

### Cruisergewicht
2002 wurde Haye Profi. Er gewann seine Aufbaukämpfe, musste gegen den Kongolesen Lolenga Mock aber erstmals in seiner Profikarriere zu Boden. Den britischen Cruisergewichtstitel gewann er im November 2003. Am 10. September 2004 verlor er überraschend gegen den 40-jährigen Veteranen Carl Thompson durch technischen K. o. in der fünften Runde. Dennoch gelang ihm am 16. Dezember 2005 der Gewinn der Europameisterschaft gegen den mehrfachen Titelträger aus der Ukraine Alexander Gurow. 2006 besiegte er den ungeschlagenen Dänen Lasse Johansen, später im Jahr den ungeschlagenen ehemaligen Amateureuropameister Giacobbe Fragomeni, der ihn als Amateur besiegt hatte.
Inzwischen war Haye zum Pflichtherausforderer für den WBC-Titel aufgestiegen und durfte so am 10. November 2007 den Weltmeister Jean-Marc Mormeck herausfordern. Nachdem er in diesem Kampf in der vierten Runde zu Boden geschlagen worden war und nach Punkten zurückgelegen hatte, gelang ihm in der siebten Runde der Sieg durch technischen K. o. und somit der Gewinn der WBC- und WBA-Titel im Cruisergewicht. Als Haye am 8. März 2008 zudem einen Vereinigungskampf gegen WBO-Titelträger Enzo Maccarinelli durch technischen K. o. in der zweiten Runde gewinnen konnte, hielt er nun die Titel von drei Weltverbänden im Cruisergewicht.

### Schwergewicht
Anschließend legte Haye seine Titel ab und gab bekannt, dass er ins Schwergewicht wechseln würde. Seinen ersten Kampf bestritt er am 15. November 2008 gegen Monte Barrett. Diesen bezwang er nach fünf Runden durch technischen K. o.
David Hayes Ziel im Schwergewicht war es, einen oder gar mehrere Weltmeistertitel der Klitschko-Brüder zu erringen. Durch zahlreiche verbale und mediale Provokationen, unter anderem indem er auf dem Titelblatt der Zeitschrift Men’s Health in einer Fotomontage den abgetrennten Kopf von Wladimir Klitschko in der Hand hielt, versuchte er einen Titelkampf gegen die Klitschkos zu forcieren, ohne sich vorher langwierig in der Weltrangliste nach oben kämpfen zu müssen. Nach der Titelverteidigung von Vitali Klitschko gegen Juan Carlos Gómez gab das Management von Wladimir Klitschko bekannt, dass ein Titelkampf zwischen Haye und Wladimir Klitschko am 20. Juni 2009 in der Gelsenkirchener Veltins-Arena stattfinden solle. Als weitere Provokation trug David Haye auf diversen Pressekonferenzen ein T-Shirt, das ihn die beiden abgetrennten Köpfen der Klitschko-Brüder in der Hand haltend in Siegerpose zeigte. Nach einer Rückenverletzung, die sich Haye beim Training zuzog, wurde der Kampf jedoch abgesagt. Haye erholte sich schnell von seiner umstrittenen Rückenverletzung. Tatsächlich stieg Haye aus nie restlos geklärten Gründen aus dem Vertrag mit Wladimir Klitschko aus. Anschließend fanden Gespräche über einen neuen Kampftermin statt. Da Wladimir Klitschko zwei Pflichtverteidigungen in Folge bestreiten musste, kam dieser als Gegner zunächst nicht mehr in Frage. Stattdessen willigte wieder Vitali Klitschko ein, gegen Haye anzutreten. Der Kampftermin wurde für den 12. September 2009 festgelegt. Austragungsort sollte die Frankfurter Commerzbank-Arena sein. David Haye sagte auch diese Kampfansetzung ab, da er und sein Trainer und Manager Adam Booth mit den Konditionen des Vertrages nicht einverstanden waren.

#### WBA-Weltmeister
Kurz darauf wurde bekannt, dass sich David Haye und Sauerland Event auf einen Kampf gegen WBA-Weltmeister Nikolai Walujew geeinigt hatten. Haye besiegte den Russen am 7. November 2009 in Nürnberg nach Punkten (114:114, 112:116, 112:116) und wurde Weltmeister der WBA im Schwergewicht. Im Kampf bewegte sich Haye vorwiegend im Rückwärtsgang und agierte nur mit einigen Konterattacken während der langsamere Walujew versuchte, Haye zu stellen. Da dies nur selten gelang, bekamen die Zuschauer einen wenig intensiven Kampf zu sehen, in dem oftmals über dreißig Sekunden zwischen zwei Schlagversuchen vergingen. In den letzten Sekunden der zwölften Runde brachte Haye den 2,13 Meter großen Russen mit einem linken Haken an den Rand eines Niederschlages.
In der ersten Verteidigung des WBA-Titels besiegte Haye am 3. April 2010 den ehemaligen WBA-Weltmeister John Ruiz vorzeitig. In dem Kampf, der in der M.E.N. Arena in Manchester stattfand, musste Ruiz bereits in den ersten Sekunden der ersten Runde zu Boden, konnte sich aber wieder sammeln und bis zur neunten Runde weiterkämpfen, ehe sein Trainer nach weiteren Niederschlägen und relativer Chancenlosigkeit seines Schützlings das Handtuch warf.
Am 13. November 2010 verteidigte Haye seinen WBA-Titel erfolgreich gegen den britischen Rechtsausleger Audley Harrison. Der ehemalige Freund und Sparringspartner von Haye, der bei den Olympischen Sommerspielen von Sydney im Jahr 2000 die Goldmedaille im Superschwergewicht gewonnen hatte, hatte in seiner Profikarriere oft mit Höhen und Tiefen zu kämpfen. Er empfahl sich für einen Weltmeisterschaftskampf, als er den Briten Michael Sprott in einem Europameisterschaftskampf, nach Punkten zurückliegend, in der zwölften Runde spektakulär ausknockte. Dem folgenden Duell gingen viele verbale Auseinandersetzungen voraus; die meisten davon bezogen sich auf die ehemalige Freundschaft zwischen Haye und Harrison. Zu Beginn des Kampfes blieb der angekündigte Krieg zunächst aus. Nach den ersten beiden Runden, in der die Boxer kaum Angriffe wagten und selten schlugen, quittierten die Zuschauer in der M.E.N. Arena den Kampf mit Buhrufen. In der dritten Runde griff Haye aggressiv an. Nach heftigen Schlagserien und einem Niederschlag brach der Ringrichter das einseitige Duell ab. Haye siegte damit durch technischen K. o. in der dritten Runde.

#### Titelvereinigung gegen Wladimir Klitschko
Nach dem Harrison-Kampf begannen das Management von Haye und Wladimir Klitschko erneut über eine Titelvereinigung zu verhandeln. Nachdem Klitschko einen Kampf gegen Hayes Landsmann Dereck Chisora im Dezember 2010 wegen einer Bauchmuskelverletzung absagen musste, einigten sich die Parteien auf den 25. Juni oder 2. Juli 2011 als mögliche Termine für einen Kampf. Klitschko wollte zunächst noch den Kampf gegen Chisora im April 2011 nachholen, was erneut zu einer Absage der lang erwarteten Titelvereinigung führte, da Haye es nicht für möglich hielt, dass Klitschko innerhalb von neun Wochen zwei WM-Kämpfe absolvieren könne. Klitschkos Bauchmuskelverletzung heilte langsamer als bisher angenommen, und der Kampf gegen Chisora wurde erneut abgesagt. Inzwischen wurde auch Hayes Pflichtverteidigung gegen Ruslan Chagayev wegen dessen umstrittener Hepatitis-B-Erkrankung abgesagt, was den Weg für erneute Verhandlungen mit Klitschko ebnete. Beide Parteien unterschrieben schließlich die Verträge und einigten sich auf den 2. Juli 2011. Neben Deutschland standen die USA, die Vereinigten Arabischen Emirate, die Schweiz, Russland, Monaco und Südafrika als mögliche Austragungsorte zur Auswahl. Die Entscheidung fiel schließlich auf die 57.000 Zuschauer fassenden Volksparkstadion in Hamburg. In dem Kampf wurden die von Klitschko gehaltenen WBO- und IBF-Titel mit dem der WBA und somit die Gürtel von drei der vier wichtigsten Box-Verbände vereinigt, was im Schwergewicht relativ selten ist. Haye verlor den Kampf durch eine deutliche Punktniederlage. Als Grund der Niederlage nannte er eine Verletzung, welche er noch im Ring präsentierte. Sein Trainer Adam Booth war anschließend der Meinung, dass der Kampf ohne Verletzung anders verlaufen wäre.

#### Karriereende und Comeback
Nach mehrfacher Ankündigung erklärte Haye seine Karriere an seinem 31. Geburtstag (13. Oktober 2011) für beendet. Er kündigte allerdings bereits im Mai des darauffolgenden Jahres sein Comeback an. Für den 14. Juli 2012 wurde ein Kampf gegen Dereck Chisora im Upton Park des Londoner Fußballvereins West Ham United vereinbart. Da sein Gegner vom britischen Verband aufgrund ihrer Schlägerei bei einer Pressekonferenz gesperrt wurde und es nicht absehbar war, ob Haye aufgrund dieses Vorfalls erneut eine britische Lizenz erhalten würde, traten beide für diesen Kampf mit einer luxemburgischen Lizenz an. Haye, der in Turnschuhen und nicht mit den üblichen Boxstiefeln antrat, gewann in der 5. Runde durch K. o. gegen den deutlich unterlegenen Chisora. Er verkündete im Anschluss, als Nächstes gegen Vitali Klitschko antreten zu wollen.

#### Mögliches Karriereende nach einer Operation
Nach einer Operation an der lädierten Schulter im November 2013 musste der für den 8. Februar 2014 geplante Kampf gegen Tyson Fury abgesagt werden. Da die OP nicht den gewünschten Erfolg mit sich brachte, hatten die behandelnden Ärzte Haye im Anschluss geraten, seine Karriere zu beenden.

#### Erneutes Comeback und Karriereende
Im November 2015 gab Haye nach zwei Jahren Pause erneut sein Comeback bekannt. Dabei wurde ebenfalls bekannt, dass Shane McGuigan sein neuer Trainer sein würde. Gegen den Australier Mark de Mori stieg am 16. Januar 2016 in The O2 Hayes erster Kampf nach dreieinhalbjähriger Pause, welchen Haye durch K. o. in der ersten Runde gewann. In seinem nächsten Kampf besiegte er am 21. Mai 2016 erneut in der The O2 den bis dahin ungeschlagenen Schweizer Arnold Gjergjaj durch technischen K. o. in der zweiten Runde. Nach mehreren Provokationen kam es am 4. März 2017 in der The O2 zum Rüpelduell gegen seinen Landsmann und ehemaligen Cruisergewichts-Weltmeister Tony Bellew, das Haye vorzeitig in der elften Runde verlor. Der Revanchekampf sollte schließlich am 17. Dezember 2017 zum vierten Mal in Folge in der The O2 stattfinden, dieser wurde jedoch wegen einer Schulterverletzung Hayes abgesagt. Als Ersatztermin trafen beide Boxer am 5. Mai 2018 aufeinander, der Austragungsort blieb gleich. Haye verlor durch technischen K. o. in der fünften Runde.
Am 12. Juni 2018 beendete Haye seine Karriere.

#### Abschiedskampf mit 40 Jahren
Im August 2021 verkündete Haye über Twitter, dass er am 11. September 2021 im Staples Center in Los Angeles mit einem Abschlusskampf gegen seinen Landsmann Joe Fournier seinen endgültigen Abschied aus dem Ring feiern wird.

## Eklat bei Pressekonferenz
Am 18. Februar 2012 war David Haye als Fernsehkommentator für einen britischen Sender beim Kampf zwischen Dereck Chisora und Vitali Klitschko in München anwesend. Bei der anschließenden Pressekonferenz forderte Haye Vitali Klitschko zu einem Kampf auf, den Klitschkos Manager Bernd Bönte jedoch verneinte, da ein solcher Kampf bereits einmal wegen finanzieller Unstimmigkeiten gescheitert war. Plötzlich mischte sich Chisora ein, beleidigte Haye und forderte nun im Gegenzug diesen zu einem Kampf heraus. Nach gegenseitigen Beschimpfungen verließ Chisora seinen Platz auf dem Podium und lief Richtung Haye. Vor laufenden Kameras schlugen die beiden mit bloßen Fäusten aufeinander ein, Chisora ging dabei kurzzeitig K. o. Angehörige beider Lager beteiligten sich an der Auseinandersetzung, die der Sicherheitsdienst nicht unter Kontrolle bringen konnte. Haye verletzte auch Chisoras Trainer durch Faustschläge und schlug auch noch mit einem Kamerastativ zu, traf damit jedoch seinen eigenen Trainer Adam Booth, der gerade einen Angehörigen von Chisoras Team zurückhielt. Dieser erlitt dabei eine Platzwunde an der Stirn.
Während Chisora anschließend wegen des Verdachts der Körperverletzung vorläufig festgenommen wurde, konnte sich Haye nach Großbritannien absetzen und entging somit einer Festnahme. Ein Polizeisprecher gab bekannt, dass gegen Haye wegen Körperverletzung und gefährlicher Körperverletzung ermittelt werde. 2014 musste sich Haye vor dem Münchner Amtsgericht verantworten.
Da David Haye durch seinen offiziellen Rücktritt keine Boxlizenz mehr besaß, drohten ihm seitens des britischen Boxverbandes keine Konsequenzen. Der British Boxing Board of Control könnte ihm aber eine neue Lizenz verweigern, falls er irgendwann wieder eine beantragen sollte.

## Sonstiges
Die Einlaufmusik von David Haye war „Ain’t No Stoppin’ Us Now“ von McFadden & Whitehead.
Sein Kampfname „Hayemaker“ beruht auf dem im Kampfsport vorkommenden Haymaker, einem Schwinger, der mit der gesamten Schlagkraft eines Kämpfers ausgeführt wird und den Gegner K. o. schlagen soll.
Sein Trainingslager befand sich in Kyrenia in der Türkischen Republik Nordzypern, da der Vater seines Boxtrainers Adam Booth Zyprer ist. Er trägt seit 2008 im Ring neben der Flagge Englands und dem Union Jack auch die Flagge Nordzyperns auf seiner Hose. Zusammen mit Booth betreibt er die Promotion-Firma Hayemaker Promotions.
Im Jahr 2010 wurde Haye von der britischen Anglia Ruskin University der Ehrendoktortitel für seine boxerischen Erfolge verliehen.
David Haye nahm ab 11. November 2012 an der zwölften Staffel der Fernsehshow „I’m a Celebrity…Get Me Out of Here!“ teil, in der er den dritten Platz erreichen konnte.
Im Jahr 2014 stellte er sich vollständig auf vegane Ernährung um.

## Liste der Profikämpfe
| 28 Siege (26 K.-o.-Siege), 4 Niederlagen (3 K.-o.-Niederlagen), 0 Unentschieden |               | |                                                 |            |                                   |        |
| Jahr                                                                            | Tag           | Gegner/Kampfziel | Ort                                             | Ergebnis   | Typ                               | Runden |
| 2002                                                                            | 8. Dezember   | Tony Booth | York Hall, London                               | Sieg       | Aufgabe                           | 2/4    |
| 2003                                                                            | 24. Januar    | Saber Zairi | Ponds Forge Arena, Sheffield                    | Sieg       | TKO                               | 4/4    |
| 2003                                                                            | 4. März       | Roger Bowden | Seville Beach Hotel, Miami                      | Sieg       | TKO                               | 1/6    |
| 2003                                                                            | 18. März      | Phil Day | Rivermead Leisure Centre, Berkshire             | Sieg       | TKO                               | 2/4    |
| 2003                                                                            | 15. Juli      | Vince Winn | Playboy Mansion, Beverly Hills                  | Sieg       | TKO                               | 1/6    |
| 2003                                                                            | 1. August     | Greg Scott Briggs | York Hall, London                               | Sieg       | KO                                | 1/6    |
| 2003                                                                            | 26. September | Lolenga Mock | Rivermead Leisure Centre, Berkshire             | Sieg       | TKO                               | 4/6    |
| 2003                                                                            | 14. November  | Tony Dowling vakante britische Cruisergewicht-Meisterschaft (BBBofC)                                                          | York Hall, London                               | Sieg       | TKO                               | 1/10   |
| 2004                                                                            | 20. März      | Hastings Rasani | Wembley Arena, London                           | Sieg       | TKO                               | 1/6    |
| 2004                                                                            | 12. Mai       | Arthur Williams | Rivermead Leisure Centre, Berkshire             | Sieg       | TKO                               | 3/8    |
| 2004                                                                            | 10. September | Carl Thompson IBO-Cruisergewicht-Weltmeisterschaft                                                                            | Wembley Arena, London                           | Niederlage | TKO                               | 5/12   |
| 2004                                                                            | 10. Dezember  | Valeri Semiskur | Hillsborough Leisure Centre, Sheffield          | Sieg       | KO                                | 1/6    |
| 2005                                                                            | 21. Januar    | Garry Delaney | Fountain Leisure Centre, Brentford              | Sieg       | Aufgabe                           | 3/6    |
| 2005                                                                            | 4. März       | Glen Kelly | Magna Centre, Rotherham                         | Sieg       | TKO                               | 2/10   |
| 2005                                                                            | 14. Oktober   | Vincenzo Rossitto | Leisure Centre, Huddersfield                    | Sieg       | TKO                               | 2/10   |
| 2005                                                                            | 16. Dezember  | Olexander Hurow EBU-Cruisergewicht-Europameisterschaft                                                                        | Leisure Centre, Bracknell                       | Sieg       | KO                                | 1/12   |
| 2006                                                                            | 24. März      | Lasse Johansen EBU-Cruisergewicht-Titelverteidigung                                                                           | York Hall, London                               | Sieg       | TKO                               | 8/12   |
| 2006                                                                            | 21. Juli      | Ismail Abdoul EBU-Cruisergewicht-Titelverteidigung                                                                            | Leisure Centre, Altrincham                      | Sieg       | Punktsieg (einstimmig)            | 12/12  |
| 2006                                                                            | 17. November  | Giacobbe Fragomeni EBU-Cruisergewicht-Titelverteidigung                                                                       | York Hall, London                               | Sieg       | TKO                               | 9/12   |
| 2007                                                                            | 27. April     | Tomasz Bonin | Wembley Arena, London                           | Sieg       | TKO                               | 1/12   |
| 2007                                                                            | 10. November  | Jean-Marc Mormeck WBC/WBA-Cruisergewicht-Weltmeisterschaft                                                                    | Palais de Sport Marcel-Cerlan, Levallois-Perret | Sieg       | TKO                               | 7/12   |
| 2008                                                                            | 8. März       | Enzo Maccarinelli WBO/WBC/WBA-Cruisergewicht-Titelvereinigung                                                                 | The O2, London                                  | Sieg       | TKO                               | 2/12   |
| 2008                                                                            | 15. November  | Monte Barrett | The O2, London                                  | Sieg       | TKO                               | 5/10   |
| 2009                                                                            | 7. November   | Nikolai Sergejewitsch Walujew WBA-Schwergewicht-Weltmeisterschaft                                                             | Arena Nürnberger Versicherung, Nürnberg         | Sieg       | Punktsieg (Mehrheitsentscheidung) | 12/12  |
| 2010                                                                            | 3. April      | John Ruiz WBA-Schwergewicht-Titelverteidigung                                                                                 | Manchester Evening News Arena, Manchester       | Sieg       | TKO                               | 9/12   |
| 2010                                                                            | 13. November  | Audley Harrison WBA-Schwergewicht-Titelverteidigung                                                                           | Manchester Evening News Arena, Manchester       | Sieg       | TKO                               | 3/12   |
| 2011                                                                            | 2. Juli       | Wladimir Klitschko WBA/IBF/WBO/IBO-Schwergewicht-Titelvereinigung                                                             | Volksparkstadion, Hamburg                       | Niederlage | Punktniederlage (einstimmig)      | 12/12  |
| 2012                                                                            | 14. Juli      | Dereck Chisora vakante WBA-Schwergewicht-Intercontinental-Meisterschaft vakante WBO-Schwergewicht-International-Meisterschaft | Upton Park, London                              | Sieg       | TKO                               | 5/10   |
| 2016                                                                            | 16. Januar    | Mark de Mori | The O2, London                                  | Sieg       | KO                                | 1/10   |
| 2016                                                                            | 21. Mai       | Arnold Gjergjaj | The O2, London                                  | Sieg       | TKO                               | 2/10   |
| 2017                                                                            | 4. März       | Tony Bellew | The O2, London                                  | Niederlage | TKO                               | 11/12  |
| 2018                                                                            | 5. Mai        | Tony Bellew | The O2, London                                  | Niederlage | TKO                               | 5/12   |
| 2021                                                                            | 11. September | Joe Fournier | Staples Center, Los Angeles                     | Sieg       | Punktsieg (einstimmig)            | 8/8    |
| Quelle: David Haye in der BoxRec-Datenbank                                      |               | |                                                 |            |                                   |        |